# Henrik Ostendorf
Henrik Ostendorf (* 23. Juni 1968 in Bremen) ist ein deutscher Rechtsextremist. Er trat auch unter dem Pseudonym Kasady auf. Er gilt als einflussreicher Aktivist der NPD und tritt auch im Bundesordnungsdienst der Partei auf. Im Dezember 2009 wurde er zwischenzeitlich Geschäftsführer des NPD-Verlages, der Deutsche Stimme Verlags GmbH, in dessen Zeitung Deutsche Stimme er als Autor tätig ist.

## Aktivitäten
Henrik Ostendorf stammt aus einer sozialdemokratisch geprägten Familie und studierte Politik. Seit Mitte der 1980er Jahre ist Ostendorf in der Neonazi-Szene der Hansestadt Bremen aktiv. Henrik Ostendorf gilt als Waffennarr. Er zählte zum Umfeld der NPD-Jugendorganisation Jungen Nationaldemokraten (JN), der 1992 verbotenen Nationalistischen Front (NF) sowie der 1994 ebenfalls verbotenen Freiheitlichen Deutschen Arbeiterpartei (FAP).
Henrik Ostendorf wird ebenso wie sein jüngerer Bruder Hannes zum Führungskreis der militanten Bremer Hooligan-Truppe Standarte 88 bzw. heute Standarte Bremen gezählt. „Standarte Bremen“ hat sich Ende Januar 2015 aufgelöst. Sein Bruder Hannes Ostendorf ist Sänger der Hooliganband KC-Hungrige Wölfe. Der jüngste der drei Ostendorf-Brüder Marten führte in der Bremer Innenstadt den mittlerweile geschlossenen Szene-Laden Sportsfreund.
Netz gegen Nazis schreibt: „Für Verfassungsschützer gilt Henrik Ostendorf als ‚Drahtzieher im internationalen Netzwerk zwischen NPD, NS-Skin-Milieu und der Hooliganszene‘“.
Bei Treffen von deutschen und US-Neonazis trat Ostendorf als Übersetzer auf. 2005 interviewte er gemeinsam mit dem NPD-Strategen Karl Richter den mehrfach verurteilten britischen Holocaustleugner David Irving.
In der November-Ausgabe 2006 der NPD-Zeitung Deutsche Stimme schrieb Henrik Ostendorf über das NS-Kriegsveteranentreffen am österreichischen Ulrichsberg von den „ehrlichen Gesprächen“ mit ehemaligen SS-Männern und dem „Austausch von unverfälschten Informationen“. Ostendorf zeichnet für die Homepage 46jahre.de zum Gedenken an den Hitler-Stellvertreter Rudolf Heß  verantwortlich. Er tourte 2007 mit einem LKW, auf dem ein riesiges Heß-Konterfei zu sehen war, durch deutsche Städte. Ostendorf nahm an einem internationalen Neonaziaufmarsch in Budapest (Ungarn) im Februar 2008 teil.